# Peregrinación de Gracia

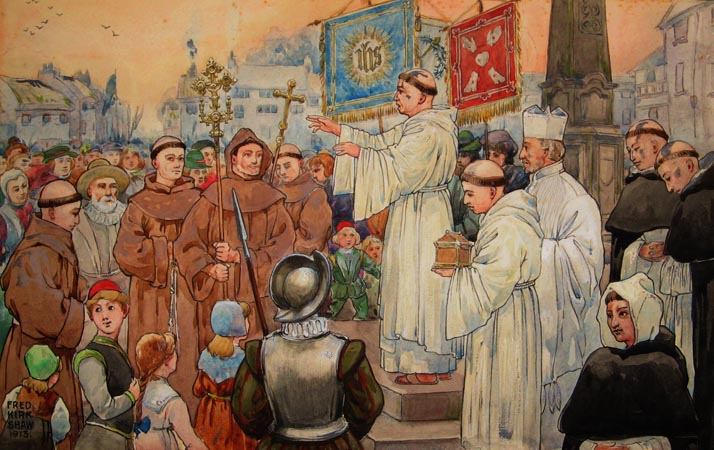
Representación de la peregrinación de Gracia.

La peregrinación de Gracia fue una revuelta popular en York, Yorkshire durante 1536, en protesta por la ruptura de Inglaterra con la Iglesia católica y la disolución de los monasterios, así como otros agravios políticos, sociales y económicos. Técnicamente el término «peregrinación de Gracia» alude al levantamiento que se produjo alrededor de York, aunque a veces, se ha usado también para designar a las revueltas generales que ocurrieron en el Norte de Inglaterra, siendo el primero en Lincolnshire, doce días antes de la verdadera peregrinación de Gracia.

## Origen
El movimiento surgió el 13 de octubre de 1536. Las causas de este levantamiento han sido largamente tratadas por los historiadores. En general se puede decir que fue por:
- Agravios económicos: La pequeña nobleza del norte estaba preocupada por los nuevos «Estatutos de usos». También había miedo a una nueva recolección de impuestos, ya que las cosechas habían sido malas, lo cual había hecho que los precios de los alimentos subieran considerablemente.
- Agravios políticos: Muchos habitantes del Norte de Inglaterra estaban completamente en desacuerdo con la forma en la que el rey, se había deshecho de su primera esposa, Catalina de Aragón, sustituyéndola por Ana Bolena, una sospechosa de protestantismo. Aunque esta última había sido impopular entre la población, su condena y ejecución bajo los cargos de adulterio, brujería y traición habían hecho que el prestigio de la monarquía cayera en picado, especialmente la reputación del propio rey y de Thomas Cromwell.
- Agravios religiosos: La iglesia local, era para muchas gentes del Norte el centro de su comunidad. Muchos campesinos se preocuparon por el hecho de que los bienes de la iglesia fueran confiscados. De hecho, surgieron incluso rumores, que decían que hasta el bautismo podría ser celebrado cobrando unos impuestos. La publicación de los “Diez Artículos” en 1536, que organizaban la nueva religión del estado, iban contra los principios tradicionales de la mayor parte de los norteños.

## Desarrollo
Robert Aske, un abogado barrister londinense que residía en los Inns of Court, hijo menor de Sir Robert Aske of Aughton cerca de Selby, fue elegido líder de los insurgentes. Aske lideró a más de nueve mil hombres que lograron ocupar la ciudad de York. Allí se consiguió que los monjes y monjas expulsados volvieran a sus casas, expulsaron a los arrendatarios que el rey acababa de poner en ese puesto y volvieron a la observancia católica. El éxito de la rebelión fue tan grande que los enviados reales, Thomas Howard, tercer Duque de Norfolk y George Talbot, IV conde de Shrewsbury, se vieron obligados a abrir negociaciones con los insurrectos en Doncaster, donde Aske había reunido cerca de treinta mil hombres.
Enrique VIII dio poderes a Norfolk para declarar un perdón general y asegurar que todas sus peticiones serían tratadas en el parlamento un año después. Confiando en las promesas del rey, Aske disolvió a sus seguidores.

### Supresión
La promesas del Rey no se cumplieron y en enero de 1537 comenzó una nueva rebelión en Cumberland y Westmoreland, llamada «rebelión de Bigod», que Aske trató de impedir, porque al mando de la misma estuvo Sir Francis Bigod de Settrington en el North Riding of Yorkshire. Ante esto, el Rey manda arrestar a Aske y a otros líderes de la revuelta como Darcy, Constable y el mismo Bigod, que fueron acusados de traición y ejecutados. Aske fue colgado con cadenas en las paredes del castillo de York como advertencia para otros posibles rebeldes. Sir John Bigod, Sir Thomas Percy, Sir John Bulmer, Sir Stephan Hamilton, Sir Nicholas Tempast, Sir William Lumley, Sir Edward Neville, Sir Robert Constable, los abades de Barlings, Sawley, Fountains y de Jervaulx, y el prior de Bridlington fueron ejecutados en julio de 1537. 
En total, 216 personas fueron condenados a muerte, señores y caballeros, media docena de abades, 38 monjes, y 16 sacerdotes parroquiales. La pérdida de los líderes permitió al Duque de Norfolk sofocar el levantamiento y declarar la ley marcial, dando por finalizada la rebelión.

## Consecuencias

Una de las banderas usadas por los rebeldes, con la corona de espinas, las llagas de Cristo, un cáliz y una hostia y el lema IHS.

Las revueltas conocidas como peregrinación de gracia no fueron totalmente en vano. Dieron lugar a una serie de modificaciones legales, aunque no se consiguieron los principales objetivos de sus instigadores.
Por ejemplo, el gobierno pospuso la recolección del subsidio de octubre, que había sido una de las principales quejas en las revueltas de Lincolnshire y el Statute of Uses fue derogado por la nueva ley, Statute of Wills (Estatuto de Testamentos). En el orden religioso, cuatro de los siete sacramentos que fueron omitidos en los diez artículos, fueron restituidos en el libro del obispo en 1537, marcando el fin de la doctrina oficial hacia el protestantismo. El libro del Obispo fue seguido por los seis artículos en 1539, pero la disolución de los monasterios continuó sin cesar, con los monasterios más grandes disueltos en 1540 y grandes extensiones de tierra fueron confiscadas a la Iglesia y se repartieron entre la monarquía y sus partidarios.